# 滝川昌楽
滝川 昌楽（たきがわ しょうらく、生没年不詳）は、江戸時代前期の儒学者、俳人。松永尺五・中島随流門下。

## 生涯

### 生い立ち
尾張国の人。寛文7年（1667年）刊『滝川心学論』序に「年半百の比（中略）歳月久し」とあり、元和4年（1618年）以前の出生と見られる。自著『日本三十四孝賛伝』では、父滝川松斎（湯春、一春）は滝川一益と平手中務娘の間の嫡子だったが、傴僂のため家督を弟八丸一吉に譲り、入道して京都間町に住んだとする。

### 上京
慶安元年（1648年）10月四男松永思斎を介して松永尺五と対面し、間もなく京都尺五堂近隣に移住し、尺五に儒学、野間三竹に医学を学んだ。また、堀杏庵にも儒学を学んだとされるが、詳細は不明。慶安4年（1651年）2月9日尺五堂での釈菜に木下順庵・安東省庵と参加した。慶安5年（1652年）2月『詩経』の講筵に参加し、松永昌易と問答した。同年春、尺五が高木守久に某軍書を貸し出す際門人に付注させ、順庵が上巻、省庵が中巻、昌楽が下巻を担当したという。また、毎年春には尺五・順庵・省庵等を招いて豊国や鳥部山で花見を催した。

### 彦根・安芸滞在
承応元年（1652年）4月何らかの事情で京都を離れ、近江国彦根に移り住んだ。妙幢浄慧によれば、幼少期に近所に住み、父や兄幼質と交流があったという。明暦3年（1657年）三竹から尺五の病を聞き、上京して脈を取り、翌日石川丈山を訪ねて詩文の添削を求めた。
その後安芸国豊田郡仏通寺（広島県三原市高坂町）辺に移り、寛文7年（1667年）『滝川心学論』を刊行したが、序文では「今は廃学して文字も忘れ、故事もおぼえず候」と述べている。

### 帰京
寛文11年（1671年）以前に京都三条大橋東詰に移り、高瀬梅盛に俳諧を学び、後に中島随流に師事した。寛文13年（1673年）随流が編纂した『うぐひす笛』春上に2句入集した。延宝5年（1677年）師尺五の父貞徳25回忌に当たり刊行された『貞徳居士追福千首』にも「一信」として和歌を寄せる。
延宝8年（1680年）3月随流の談林派論難書『俳諧猿黐（さるとりもち）』に「随有軒木端坊」として跋文を寄せ、本文に「此神詠の秘訣を貞徳より伝へし者は、加藤般斎・広沢長好・山本西武・滝川随有子のみ」と言及される。このことで、後に元禄7年（1694年）跋『あらむつかし』腹魚の巻で「随流といふ者、人をたぶらかす事の上手也と聞侍る。まことにおもへば、昌三（尺五）弟子とやらんかける随有といふ儒者も、たぶらかされて『さるとりもち』などいふ、わけもなき事をかきて、世間にわらはれ侍る。」と反撃された。
天和2年（1682年）朝鮮通信使が江戸から帰る途中、9月29日京都本圀寺に滞在中の洪滄浪・李盤谷等を尋ね、筆談により漢詩を交わし、12月すかさず『桑韓筆語唱和集』上巻として刊行させた。
元禄期には再び尺五堂付近に住み、『元禄覚書』では住所を「高倉通」、元禄4年（1691年）3月多田兵部義元著『多田五代記』に寄せた跋文では「銅駄城下」とする。没年は不明だが、元禄14年（1701年）広沢学元重成が貝原益軒に宛てた書簡が昌楽の死を伝える。

## 編著
『尺五堂集』
師松永尺五の没後、四男思斎の命で編纂した。その異母兄昌易とその子昌琳が『尺五先生全書』を編纂した後に出たもので、思斎の講習堂継承者としての正統性を主張する。
『滝川心学論』
寛文7年（1667年）刊。『心学五倫書』を熊沢蕃山著と見なし、蕃山が岡山藩で行った神道請制度や、五倫のうち君臣の道より父子の道を優先した内容を批判する。これに対し蕃山は、寛文12年（1672年）刊『集義和書』において『五倫書』は「我等の生れぬ前に出たる書」だと反論する。
「表具記」
延宝8年（1680年）5月建部新右衛門信忠に宛てたもの。『視聴草』五集之五所収。
『皇明千家詩』
貞享2年（1685年）5月刊。
『日本三十四孝賛伝』
木下順庵束髪の記述があるため、元禄6年（1693年）12月以降成立。『二十四孝』の形式に倣い、自身の関係者を主とし、垂仁天皇・天智天皇・醍醐天皇・後光明天皇・徳川家康・北条時頼・徳川義直・徳川頼宣・徳川光圀・細川幽斎・備前忠輝・前田綱利・紫式部・井伊直政・黒田長政・鍋島光茂・板倉重宗・板倉重通・藤原惺窩・松永貞徳・松永尺五・岡本宣就・石川丈山・拝郷次太夫・野間三竹・長岡監物・木下順庵・近江国釈甚良・真鶴村又五郎・長崎宗祐和尚・肥後国米屋作兵衛・肥後国豆腐屋長太郎・今泉村五郎右衛門・貝原益軒・彦根星野市兵衛・滝川松斎・板倉勝重を孝子として喧伝する。元文2年（1737年）6月29日書写された山本読書室旧蔵本が西尾市岩瀬文庫に所蔵される。

## 発句
- 「江戸と京や相生のやうに門の松」[24]
- 「うす霞雲に消ゆく雁書哉」[25]

## 人物
名門松永尺五の高弟でありながら廃学し、木下順庵・安東省庵のように出世できなかったことがコンプレックスとなったのか、著書等で自身の学統・学識について強烈な自己主張を繰り広げた。『滝川心学論』では、自身について「彼如水は、詩文は李杜韓蘇をあざむき、武備は孫呉の術にもはぢず、儒道は孔老の垂範あまねく尋、仏法は諸宗の深奥をさぐり、和歌敷島の言草までたづさはらずと云事なし。」と自賛する。朝鮮通信使との筆談では、藤原惺窩の学統は尺五を通じて昌易・思斎・順庵・昌楽に伝わっているとし、「其の余は皆日本俗伝の固陋癖学にして、取るに足らざる者なり。」と他門全てを否定する。
元禄15年（1702年）都の錦著『元禄大平記』巻二「釜の中より罪は出けり」では、偽長崎生糸の質入れにより磔にされた山本泰順や木下新七と共に「儒者の罪人」として名が挙がるが、昌楽にも何らかの前科があって廃学につながったものか明らかでない。